# ثيودور روبنسون (رسام)
ثيودور روبنسون (بالإنجليزية: Theodore Robinson) هو رسام أمريكي، ولد في 3 يوليو 1852 في أيراسبورغ في الولايات المتحدة، وتوفي في 2 أبريل 1896 في نيويورك في الولايات المتحدة بسبب ربو.